# 諾瓦拉

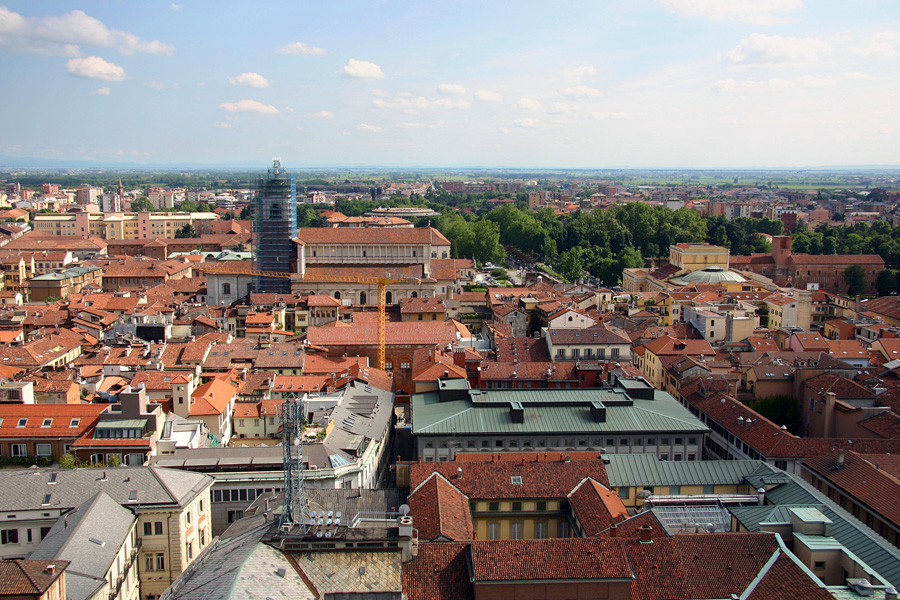
諾瓦拉市景

諾瓦拉（Novara）是位於義大利西北部皮埃蒙特大區諾瓦拉省的一個城市，諾瓦拉省的首府所在地；2006年共有人口102,846。諾瓦拉是從米蘭到都靈和熱那亞到瑞士的商業路線上重要的交通樞紐。
该市的制高点为诺瓦拉圣高登扎奥大殿的钟楼，高121米。

## 友好城市
- 法國 索恩河畔沙隆

## 外部連結
- Comune di Novara, city government website（页面存档备份，存于） （意大利文）
- Turismo Novara (tourist office)（页面存档备份，存于） （意大利文）